# Monte Circeo 1
Monte Circeo 1 es el nombre de catálogo, también conocido por los nombres comunes Circeo 1 o Guattari 1, de un cráneo de un macho neandertal, con una antigüedad que oscila, según métodos de datación, entre 50 y 60 mil años (dentro del Tarantiense, Pleistoceno). Fue encontrado en 1939 en la gruta Guattari por un hotelero y uno de sus trabajadores que se lo comunicaron a Blanc, localizada cerca de San Felice Circeo, Italia, y descrito en 1953 por A. C. Blanc y A. G. Segre

## Descripción
Circeo 1 es un cráneo de un macho adulto en la madurez que conserva casi toda la estructura, excepto por los daños en la cara y zona temporal derechas y la base.

La cueva Guattari fue descubierta durante unos trabajos de construcción, en 1939, después de 50 000 años sellada por un derrumbe, por A. Guattari, el propietario del terreno quien avisó a Blanc de ella y del cráneo hallado en el centro de un círculo de piedras, apoyado sobre la parte superior del cráneo y mostrando la ausencia de la base, lo que llevó a pensar en canibalismo, posiblemente ritual, pero la ausencia de marcas de herramientas de piedra y sí de haber sido roído por dientes y el hecho de que la cueva hubiera sido una guarida de hienas podría llevar a pensar en que fue presa de estos animales.
Según Dean et al. se clasifica como un neandertal clásico, Neanderthal 4, con características como: convexidad occipital muy plana, exagerada; prognatismo en la mitad superior de la cara; morfología circunorbital redondeada; etc.